# La Romanée
 La Romanée ist eine als Grand Cru eingestufte Weinlage an der Côte d’Or im französischen Burgund. Sie liegt in der Gemeinde Vosne-Romanée, hat eine Fläche von 0,8452 Hektar und eine eigene Appellation. La Romanée ist damit die kleinste Weinlage mit Appellation d’Origine Contrôlée (kurz AOC) – Status in ganz Frankreich. Erzeugt wird ausschließlich Rotwein.

## Lage, Klima und Boden
Die Weinlage La Romanée befindet sich auf einem leicht ansteigenden Osthang in 275 bis 300 m Höhe über dem Meeresspiegel. Im Norden grenzt sie an die Grand Cru-Lage Richebourg. Östlich stößt die Lage unmittelbar an die bekannte Grand Cru-Lage Romanée-Conti. Im Süden liegt die Grand Cru-Lage La Grande Rue. La Romanée ist eine Monopollage des Weinguts Domaine du Comte Liger-Belair.
Das Klima wird dem burgundischen Übergangsklima zugeordnet, bei dem kontinentale Einflüsse gegenüber maritimen überwiegen. Die zumeist trockenen und heißen Sommer lassen den Pinot Noir zwar ausreifen, große Jahrgänge entstehen aber nur, wenn kein Regen im Herbst die Lese beeinträchtigt. Bedingt durch die reine Ostlage ist das Mikroklima verhältnismäßig kühl, aber besonders sonnig. Genau unterhalb des Einschnitts der Combe de Concoeur gelegen, ist Romanée-Saint-Vivant vor nächtlichen Fallwinden und Spätfrösten geschützt.
Der höher gelegene Teil der Weinlage ruht auf einem Oolithsockel aus dem Bathonium. Der Unterboden des tieferen Teils der Lage liegt auf Premeaux-Kalkstein. Die braune, lehmig-kalkige Rendzinaschicht von La Romanée ist im oberen Teil deutlich dünner als im unteren.

## Wein
La Romanée wird in der Regel ausschließlich aus Pinot noir erzeugt. Als weitere Rebsorten sind Pinot Liébault und Pinot Beurot zugelassen. Theoretisch dürfen bis zu 15 % weiße Trauben (Chardonnay, Pinot gris und Pinot blanc) verwendet werden. Der natürliche Alkoholgehalt muss mindestens 11,5 Volumenprozent betragen. Eine Chaptalisation ist – wie überall in Burgund – erlaubt. Im Falle einer künstlichen Anreicherung durch Trockenzucker ist ein maximaler Alkoholgehalt von 14,5° festgelegt. Der Basisertrag beträgt jährlich 35 Hektoliter je Hektar. Dieser darf maximal um 20 % überschritten werden. Von 2003 bis 2007 wurden im Mittel 31 Hektoliter von diesem Weinberg jährlich erzeugt. Das sind 34 hl/ha. Damit liefert der Grand Cru gut 4.030 Flaschen pro Jahr.

## Geschichte
Die Geschichte der Grand-Cru-Lagen von Vosne-Romanée ist untrennbar mit den Abteien von Cîteaux und Saint-Vivant im heutigen Curtil-Vergy verbunden.
Am 13. November 1131 vermachte Hugo II. Herzog von Burgund dem Kloster von Saint-Vivant bedeutende Ländereien auf dem Gebiet der heutigen Gemeinden Flagey-Echézeaux und Vosne-Romanée. Die Mönche legten im Laufe der Jahre diverse Weinberge an. Im Jahr 1232 erhielt das Kloster den Weinberg Cloux de Saint-Vivant als Schenkung von Alix de Vergy, zweite Gattin von Otto III.von Burgund. Der Weinberg Cloux de Saint-Vivant bestand gemäß einer Aufstellung aus dem Jahr 1512 aus den Gemarkungen Le Cloux des cinq Journaux, Le Cloux des quatre Journaux, Le Cloux des neuf Journaux und le Cloux du Moytant. Während die Parzelle Le Cloux des cinq Journaux (1,71 ha) im Jahr 1584 an Daniel Cousin verkauft wurde und später die Keimzelle der Lage Romanée-Conti darstellte, blieben die übrigen Parzellen im Besitz des Klosters. In einem Pachtvertrag aus dem Jahr 1765 wird schriftlich erstmals der Name Romanée de Saint-Vivant erwähnt. Zur gleichen Zeit gab es innerhalb des heute als Richebourg bekannten Weinbergs eine Gemarkung namens Aux Échanges, die als Ursprung von La Romanée gilt, und 1 ouvrée groß war (eine ouvrée = 0,428 Hektar).
Die Klöster betrieben bis zum Jahr 1791 Weinbau. Im Frankreich der Revolution wurden die Besitztümer der Kirche zu Nationalgütern erklärt und versteigert. Aux Échanges wurde von Madame Lamy de Samery erworben. Da ihre Kinder aufgrund der Revolutionswirren fliehen mussten, wurde das Weingut nach dem Tod von de Samery im Jahr 1797 abermals beschlagnahmt und an die Weinhändler Claude-François Viénot-Rameau und Bruet-Crétinet verkauft. Nur 3 Jahre später ging die Lage an Nicolas-Guillaume de Basire. Durch die Hochzeit seiner Tochter mit dem General Louis Liger-Belair ging der Besitz in die Familie Liger-Belair über. In den nächsten 12 Jahren erwarb er sukzessiv kleine Parzellen. Im Juli 1827 konnte Liger-Belair die Lage La Romanée im Grundbuch der Gemeinde als seinen alleinigen Besitz eintragen lassen.
Die folgenden Krisen, wie die Reblauskatastrophe, das Auftreten des Echten und Falschen Mehltaus sowie der Erste Weltkrieg zwangen die Familie zum teilweisen Verkauf ihrer Weinlagen, auch aufgrund von Erbstreitigkeiten (nach dem Tod von Henri Liger-Belair 1924 und dessen Witwe 1931 waren zwei der zehn Kinder noch nicht volljährig). An der Lage La Romanée war der Winzer René Engel interessiert. Während der Versteigerung wurde die Weinlage jedoch von Just Liger-Belair, einem Priester, erworben. Er verpachtete den Weinberg an die Familie Forey, die auch die Vinifikation durchführte; Ausbau und Abfüllung erfolgte jedoch durch diverse Händler, u. a. Maison Leroy 1950–1962, 1963–1975 durch Maison Bichot, 1976 bis 2001 durch Bouchard Pere & Fils. Nach dem Tod von Just Liger-Belair im Jahre 1991 erbte sein Neffe Vicomte Henri Liger-Belair die Lage. Seit 2002 ist dessen Sohn Louis-Michel Liger-Belair für Reben und Weinbereitung zuständig, musste jedoch noch bis 2005 die halbe Ernte an Bouchard Pere & Fils abtreten. Erst seit 2006 gibt es eine einzige Abfüllung durch Liger-Belair.
Den Status eines Grand Cru erhielt die Lage La Romanée am 11. September 1936. Das Dekret über die Appellation Contrôlée erfasst gleichzeitig die benachbarten Grand-Cru-Lagen La Tâche, Richebourg, Romanée-Conti und Romanée-Saint-Vivant.